# Jüdisches Zentrum in Oświęcim/Auschwitz
Das Jüdische Zentrum in Oświęcim/Auschwitz (poln.: Centrum Żydowskie w Oświęcimiu) ist ein im Jahr 2000 in Oświęcim (deutscher Name Auschwitz) eingerichtetes Gedenkzentrum für die Opfer der Shoah. Träger ist die 1995 als Nichtregierungsorganisation gegründete amerikanische Auschwitz Jewish Center Foundation, die den Zweck verfolgt, über Gefahren von Antisemitismus, Rassismus und anderen Vorurteilen sowie Intoleranz aufzuklären. Das polnische Zentrum ist seit 2006 ein Partnerinstitut des Museum of Jewish Heritage in New York City.
Das Zentrum soll die Erinnerung an die jüdische Gemeinschaft der Stadt Oświęcim aufrechterhalten und betreibt dazu das Jüdische Museum in Oświęcim, das die Geschichte der lokalen jüdischen Gemeinschaft dokumentiert sowie die einzige erhaltene Synagoge der Stadt, die Chevra Lomdei Mishnayot Synagoge, und das Haus des letzten jüdischen Bewohners von Oświęcim, Szymon Klueger, betreut, das heute das Café Bergson mit einem Ausstellungs- und Bildungsraum beherbergt.
Das jüdische Zentrum Auschwitz öffnet Besuchern auch den im Besitz der jüdischen Gemeinde von Bielsko-Biała befindlichen jüdischen Friedhof.

## Geschichte

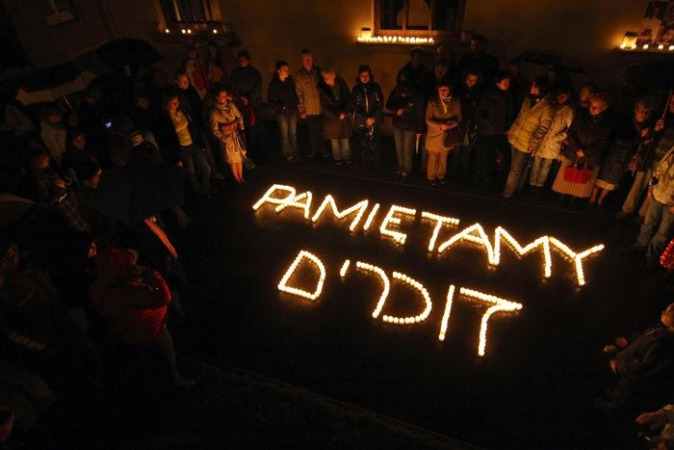
67. Jahrestag der Deportation der Oswiecimer Juden

Oświęcim hatte vor dem Zweiten Weltkrieg eine große jüdische Gemeinde; in den 1930er Jahren waren mehr als die Hälfte der Bevölkerung Juden. Über 400 Jahre prägten das jüdische Leben, die jüdische Kultur und zahlreiche Synagogen das Stadtbild. Dies änderte sich mit dem Überfall auf Polen am 1. September 1939 und der Errichtung des Konzentrationslagers Auschwitz und des Vernichtungslagers Auschwitz-Birkenau. Alles „Jüdische“ wurde in den folgenden Jahren aus dieser Gegend gelöscht.
Nach dem Krieg bestand seitens der Sowjetunion oder der damaligen polnischen Regierung kein Interesse, Religionen zu fördern. Zudem endete der Antisemitismus nicht im Jahre 1945. Deshalb verließen nahezu alle Überlebende des Holocaust Oświęcim bereits in den ersten zehn Jahren nach Kriegsende. Die letzte dort ansässige jüdische Familie emigrierte 1962 nach Israel. Infolgedessen lebt heute kein Jude mehr in dieser Stadt. Szymon Kluger war der einzige Holocaustüberlebende aus Oświęcim, der aus der Emigration zurückkehrte. Er lebte zurückgezogen in seinem einstigen Elternhaus und verstarb 2000, kurz vor der Eröffnung des Jüdischen Zentrums. Mit seinem Tod endete die jahrhundertelange Geschichte jüdischen Lebens in Oświęcim. So drohte die Erinnerung an die jüdische Kultur in Oświęcim vollkommen zu verschwinden.
Über eine Million Menschen besuchen jährlich die ehemaligen Konzentrationslager nahe der Stadt, ohne zunächst einen Einblick von der jüdischen Perspektive zu bekommen. Aus diesem Grund eröffnete 2000 das Jüdische Zentrum, um die frühere Vielfalt dieser Religion in jener Gegend zu bewahren und den Besuchern des Museum Auschwitz-Birkenau einen Einblick in das ehemalige Stadtleben von Oświęcim/Auschwitz zu ermöglichen. Den größten Anteil der Besucher stellen Schülergruppen aus Deutschland, Israel, England, Polen, Frankreich und den USA. Gruppen aus Österreich sind trotz des vielfältigen Bezugs der örtlichen Vergangenheit zu Österreich – u. a. war das Gebiet Teil des Königreichs Galizien – vergleichsweise selten vertreten.

## Jüdisches Museum

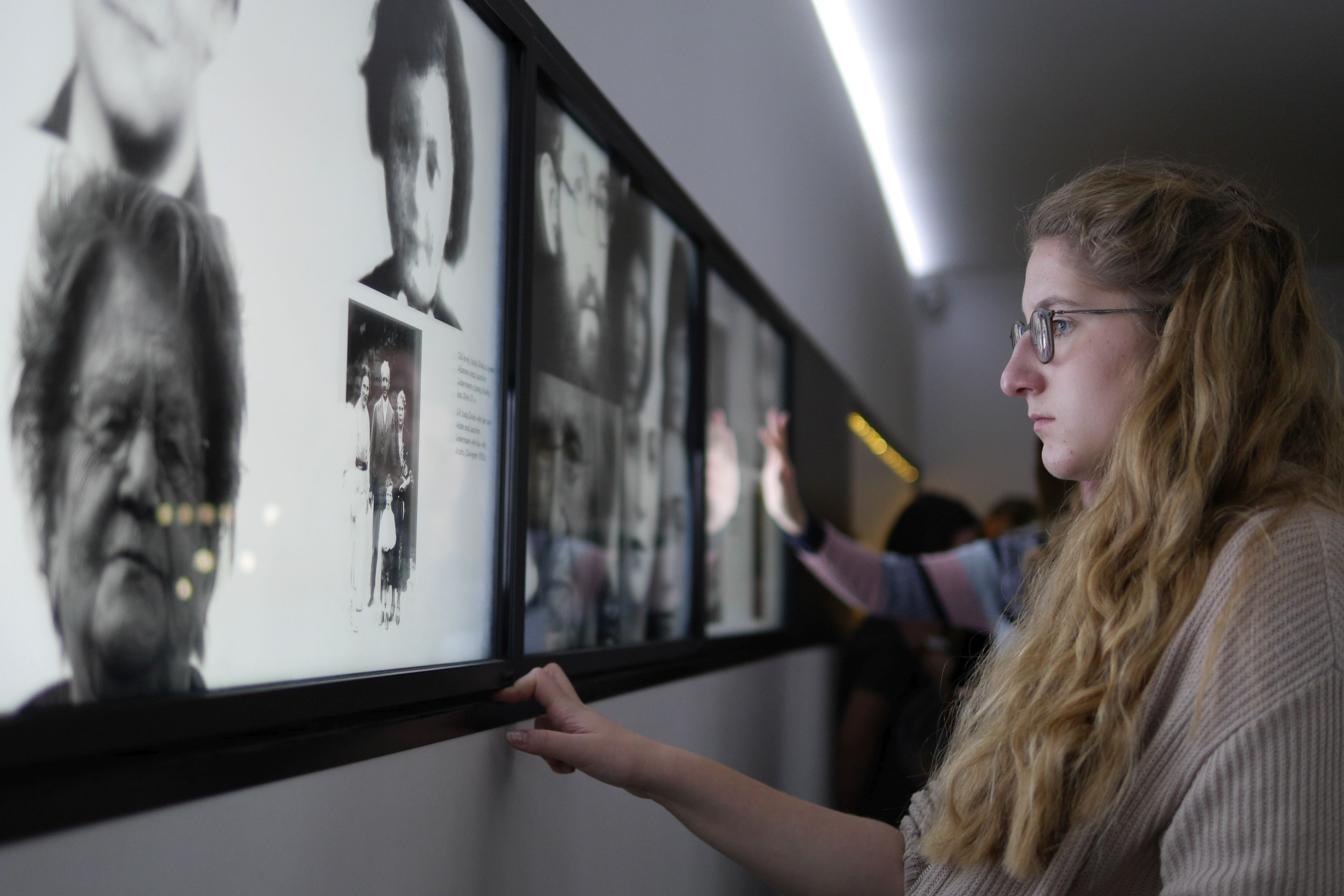
Das jüdische Museum

Das jüdische Museum befindet sich in einem an die Synagoge angrenzenden Gebäude, das früher im Besitz der Familien Kornreich und Dattner war. Die Dauerausstellung trägt den Namen „Oshpitzin“. Die Geschichte des jüdischen Oświęcims präsentiert über 400 Jahre jüdischer Präsenz in Oświęcim, durch Fotografien, Archivalien, historischen Exponate und multimediale Angebote, einschließlich aufgezeichneter Berichte ehemaliger Einwohner von Oświęcim.

### Historische Artefakte

#### Gegenstände der Großen Synagoge

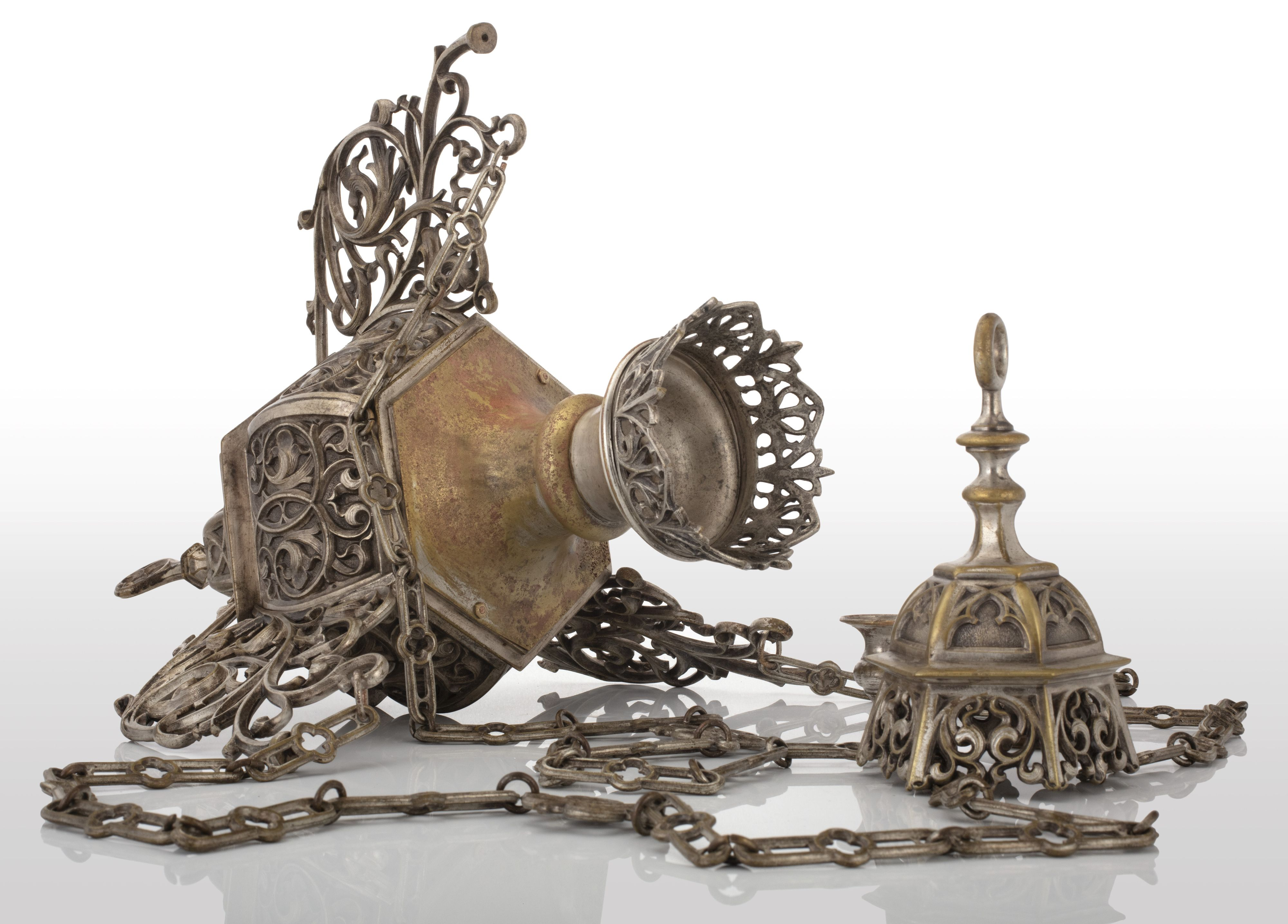
Ner Tamid von der Großen Synagoge

Die Ausstellungsstücke des Jüdischen Museums wurden während Ausgrabungen gefunden, die 2004-2005 am Standort der zerstörten großen Synagoge durchgeführt wurden. Diese Arbeit wurde von einem Team von Archäologen der Nicolaus-Copernicus-Universität in Toruń unter der Leitung von Dr. Malgorzata Grupa durchgeführt. Während der Ausgrabung hat das Team über 400 Stücke der Ausstattung des Tempels geborgen. Diese Stücke wurden anschließend renoviert und katalogisiert in der Sammlung des Jüdischen Museums.
Das Ner Tamid (hebräisch für ewiges Licht) wurde, neben anderen Stücken, im Zuge der archäologischen Arbeiten gefunden, die 2004 auf dem Areal der Großen Synagoge in der Berka Joselewicza Straße durchgeführt wurden. Die Lampe wurde meist über oder neben dem Aron Kodesh aufgehängt (früher in einer Nische an der Westwand der Synagoge) und unabhängig davon angezündet, ob die Synagoge leer oder geschlossen war. Diese Tradition soll an die ständig brennende Menorah im alten Tempel von Jerusalem erinnern.

#### Überlebenden-Register
Das Register der jüdischen Einwohner von Oświęcim wurde vom örtlichen jüdischen Komitee geführt, das im April 1945 gegründet wurde. Das Notizbuch enthält Namen von mehreren hundert Juden, die den Holocaust überlebten und nach Oświęcim zurückgekehrt sind. Die meisten der im Register erwähnten Einwohner blieben nur eine kurze Zeit in Oświęcim. Die Liste beinhaltet beides, Vorkriegseinwohner der Stadt und Überlebende aus anderen Gebieten. Das Register wurde von Maurycy Bodner, dem Vorsitzenden des Komitees, zusammengestellt.

### Ikonographie

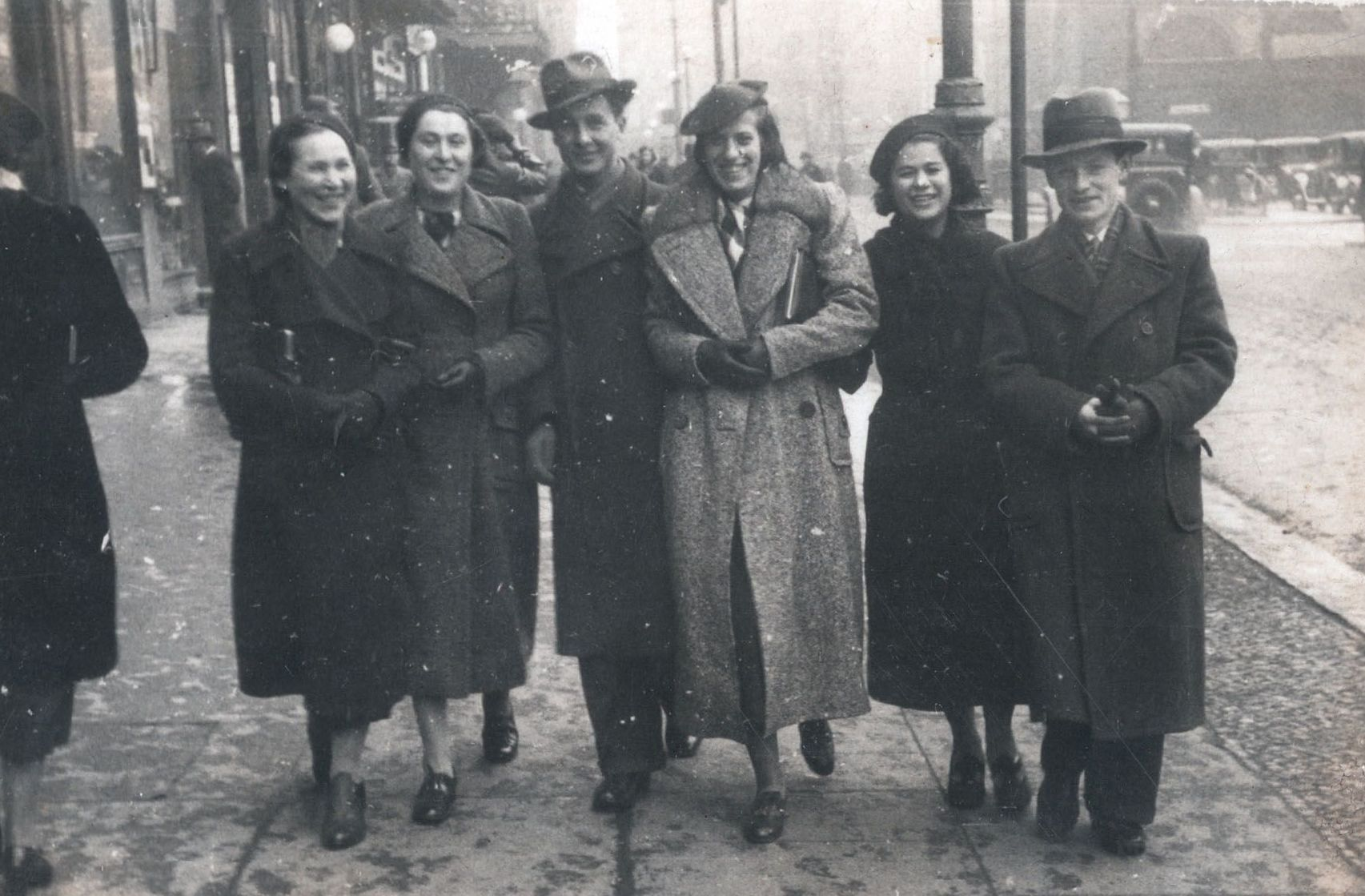
Fotografien der Gemeinde Oświęcim

Fotografie und Dokumente der jüdischen Gemeinde
Die Sammlung des Museums enthält Fotografien von jüdischen und polnischen Einwohnern aus der Vorkriegszeit in Oświęcim, Briefe von Mitgliedern der Gemeinde, Zertifikate, Genehmigungen und andere archivierbare Materialien, die das Leben der Gemeinde in Oświęcim vor dem Krieg dokumentieren.
Bevor Auschwitz und die Stadt Oświęcim zum Symbol für den Holocaust wurden, war sie eine ganz normale polnische Stadt, in der Juden seit dem frühen 16. Jahrhundert lebten. In den Jahren vor dem Zweiten Weltkrieg war die Mehrheit (etwa sechzig Prozent) der Bürger von Oświęcim jüdisch; die nachfolgenden Generationen trugen zu einer reichen und vielschichtigen lokalen Kultur bei. Nur sehr wenige überlebten den Krieg oder kehrten in die Stadt zurück. Die Sammlungen des Jüdischen Museums zielen darauf ab, der heutigen Gesellschaft die Geschichte der jüdischen Gemeinde aus der Vorkriegszeit anhand von Fotos, Dokumenten und aufgezeichneten Zeugnissen von Überlebenden nahezubringen.

## Ziele und Methodik

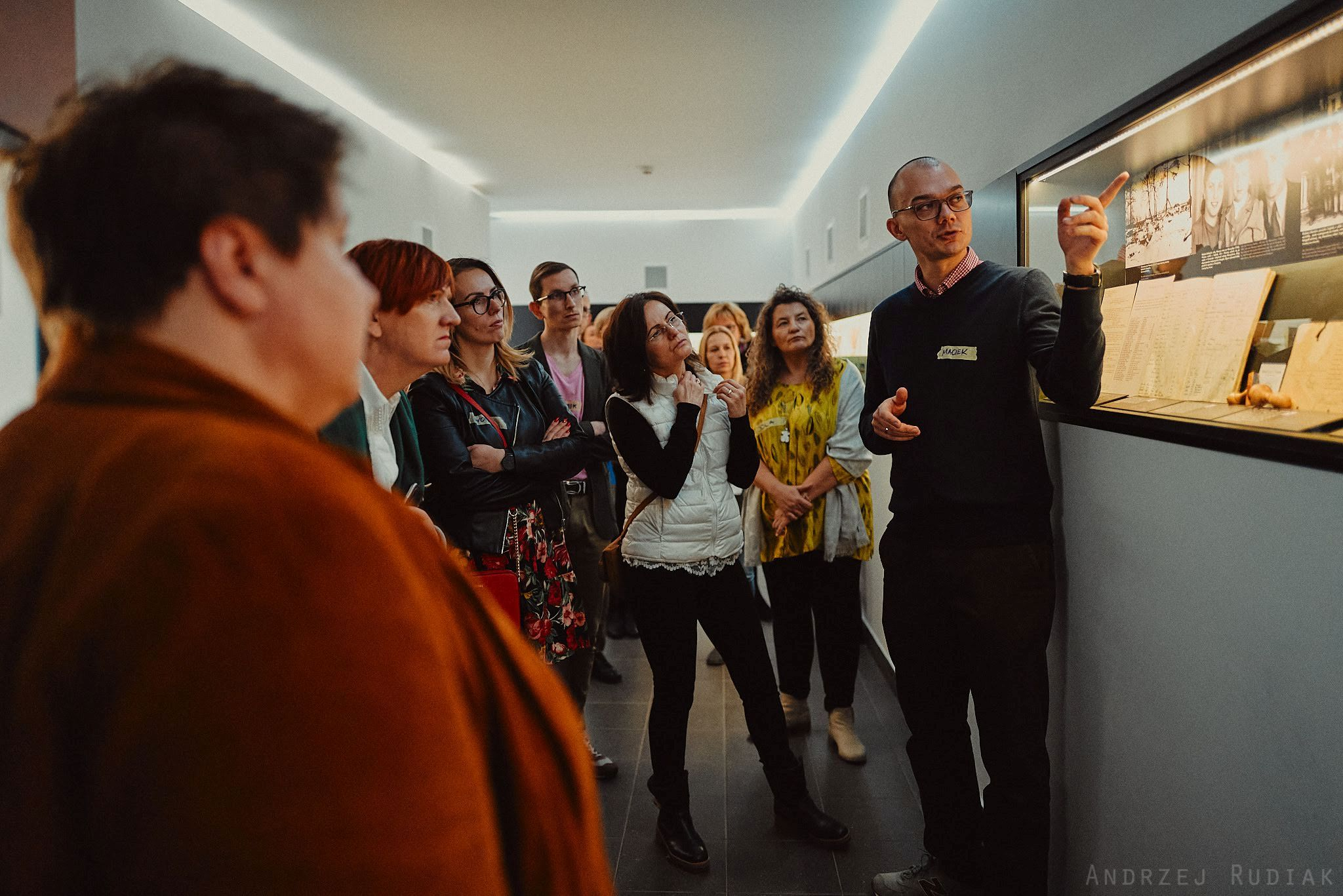
Unterricht im Jüdischen Museum

Das Zentrum, offen für Juden und Nichtjuden, setzt sich zwei Ziele:
- Jedem die Möglichkeit geben, die jüdische Kultur durch Ausstellungen, Vorträge und Bildungsprogramme kennenzulernen. Seit einigen Jahren werden regelmäßig Projekte mit den örtlichen Schulen durchgeführt. Diese führten zu einer größeren Akzeptanz der Einrichtung.
- Einen Platz zu schaffen, wo Besucher des Konzentrationslagers den jüdischen Opfern gedenken können und sich die ehemalige jüdisch-polnische Kultur anschauen können.

Um diesen Zielen näherzukommen, stehen folgende Einrichtungen zur Verfügung:
- Chewra-Lomdei-Mishnajot-Synagoge: Es ist die einzige Synagoge von etwa zwanzig, die den Zweiten Weltkrieg überstanden hat.
- eine Hauptausstellung, die das ehemalige jüdische Leben im Gebiet von Oświęcim zeigt
- eine Bücherei, hauptsächlich für genealogische Forschungen
- Raum für wechselnde Ausstellungen. Die derzeitige Ausstellung „New Life“ gilt den ehemaligen Bewohnern von Oswiecim, die nach Israel ausgewandert sind.
- Das Kluger-Haus für Wechselausstellungen mit dem angeschlossenen Café Bergson.

## Aktivitäten

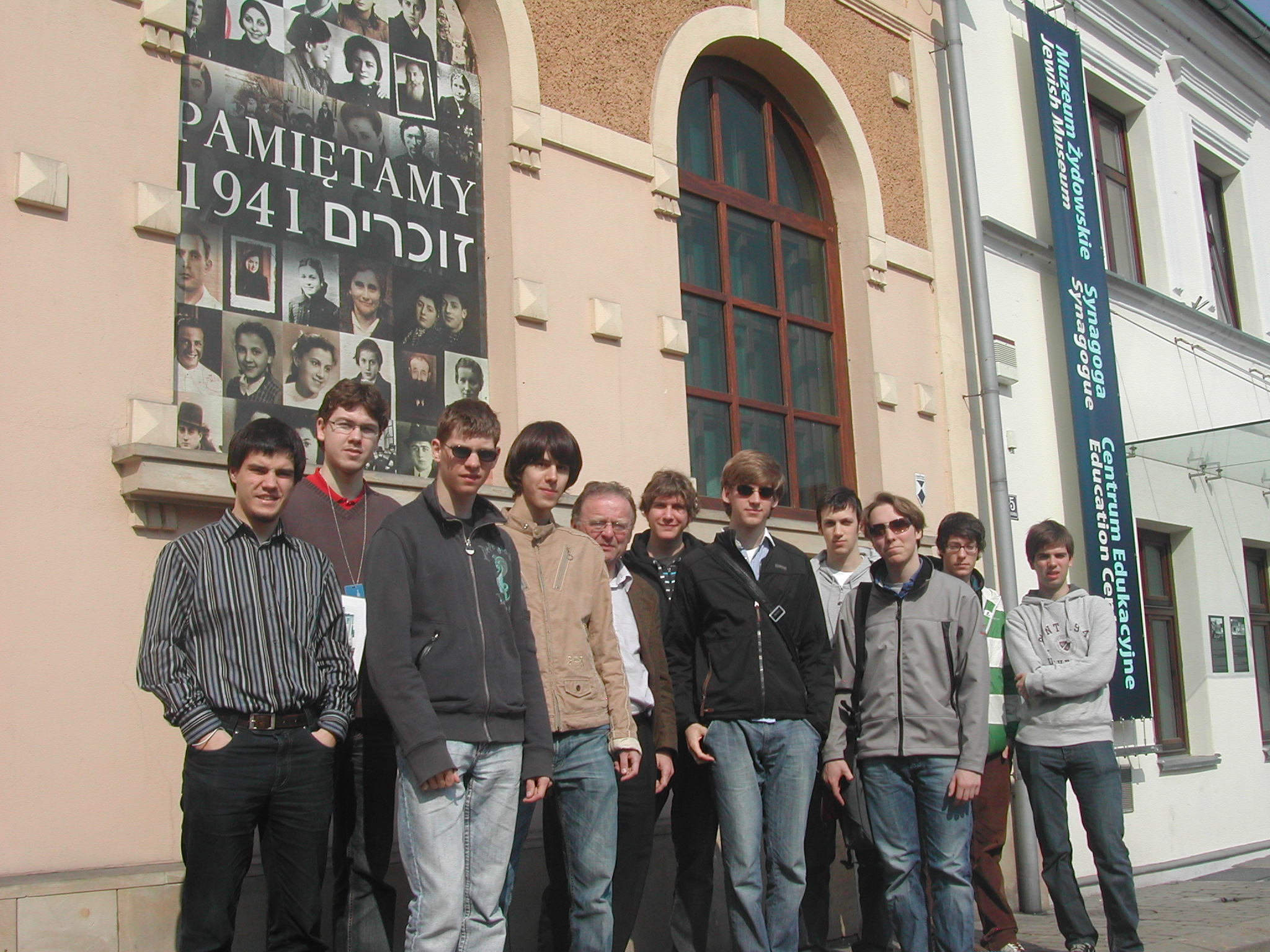
Österreichische Gedenkdiener vor dem Auschwitz Jewish Center (2009)

Schulgruppen aus Polen und dem Ausland werden pädagogische Workshops über das Judentum, die Geschichte der Juden in Oświęcim und Menschenrechte angeboten. Spezielle Studienprogramme zur Geschichte des Holocaust sowie zu zeitgenössischen Vorurteilen und hassmotivierter Gewalt werden für Schüler, Lehrer und Uniformierte vorbereitet.
Seit 2007 ist das Jüdische Zentrum in Oświęcim eine Einsatzstelle des österreichischen Gedenkdienstes. Des Weiteren gibt es im Jüdischen Zentrum jeweils einen deutschen sowie einen ukrainischen Freiwilligen von Aktion Sühnezeichen Friedensdienste. Sie bieten unter anderem Führungen im Museum an, in der Synagoge, in der Stadt und auf dem ehemaligen jüdischen Friedhof.

## Synagoge
Hinter der Synagoge von Oświęcim befindet sich ein 100 Jahre altes Haus, in dem die jüdische Familie Kluger vor dem Krieg lebte. Nur drei ihrer Kinder überlebten den Holocaust, darunter Shimson Kleuger (1925-2000), der von 1961 bis zu seinem Tod wieder im Haus der Familie lebte.[9] Das Gebäude wurde dann von seinen Erben an das Jüdische Zentrum Auschwitz gespendet, 2013 umfassend renoviert und zum Museumscafé „Café Bergson“ umgewandelt, es wurden auch Bildungs- und Ausstellungsmöglichkeiten eingebaut. Die ursprüngliche Eingangstür mit einem Abdruck der Mesusa ist erhalten geblieben, und die historischen Elemente des Gebäudes im Inneren wurden freigelegt.

## Kluger-Haus
Hinter der Oświęcim-Synagoge befindet sich ein 100 Jahre altes Haus, in dem vor dem Krieg die jüdische Familie Kluger lebte. Nur drei ihrer Kinder überlebten den Holocaust, darunter Szymon Kluger (1925-2000), der von 1961 bis zu seinem Tod wieder im Haus der Familie lebte. Das Gebäude wurde dann von seinen Erben dem Jüdischen Zentrum Auschwitz gespendet, das 2013 eine umfassende Renovierung und Umwandlung in das Museumscafé Café Bergson sowie Bildungs- und Ausstellungsräume durchführte. Die ursprüngliche Eingangstür mit einer Spur der Mesusa wurde erhalten und die historischen Elemente des Gebäudes im Inneren wurden freigelegt. Im Café Bergson werden Kultur- und Bildungsprojekte sowohl zur Vergangenheit von Oświęcim als auch zum zeitgenössischen Thema Menschenrechte und natürliche Umwelt durchgeführt.

## Teil des internationalen Gedenkens an die Shoah
Das Zentrum sieht sich als Teil der global tätigen Museen, die an Shoah / Holocaust erinnern. Das Zentrum arbeitet mit der Staatlichen Gedenkstätte und der Internationalen Jugendbegegnungsstätte in Oświęcim/Auschwitz zusammen.
In den Jahren 2008/2009 wurde im Jüdischen Zentrum die Ausstellung „Polish Heroes“ (Polnische Helden) über polnische Gerechte unter den Völkern gezeigt. Diese wurde gemeinsam mit dem Galicia Jewish Museum in Krakau konzipiert und ist seit damals in 6-facher Ausführung in Polen, England und Nordamerika im Einsatz.